# أوشاريا أنونوبي
أوشاريا أنونوبي (بالإنجليزية: Eucharia Anunobi)‏، (مواليد 25 مايو 1965)، هي مُمثلةومُنتجة نيجيرية. رُشحت أوشاريا سنة 2020 للتنافس على نيل جائزة أفضل ممثلة مُساعدة في فيلم أو مسلسل تلفزيوني خلال حفل توزيع جوائز أفريقيا ماجيك للمشاهدين.

## وصلات خارجية
أوشاريا أنونوبي على موقع IMDb (الإنجليزية)